# Маршалл Тауншип (округ Аллегені, Пенсільванія)
Маршалл Тауншип (англ. Marshall Township) — селище (англ. township) в США, в окрузі Аллегені штату Пенсільванія. Населення — 10 080 осіб (2020).

## Демографія
Згідно з переписом 2010 року, у селищі мешкало 6915 осіб у 2415 домогосподарствах у складі 1994 родин. Було 2531 помешкання
Расовий склад населення:
| - 90,4 % — білих - 6,6 % — азіатів - 1,2 % — чорних або афроамериканців - 0,1 % — корінних американців |

До двох чи більше рас належало 1,3 %. Частка іспаномовних становила 2,2 % від усіх жителів.
За віковим діапазоном населення розподілялося таким чином: 29,8 % — особи молодші 18 років, 60,7 % — особи у віці 18—64 років, 9,5 % — особи у віці 65 років та старші. Медіана віку мешканця становила 41,4 року. На 100 осіб жіночої статі у селищі припадало 99,1 чоловіків;  на 100 жінок у віці від 18 років та старших — 95,8 чоловіків також старших 18 років.
Середній дохід на одне домашнє господарство  становив 159 158 доларів США (медіана — 119 776), а середній дохід на одну сім'ю — 184 904 долари (медіана — 150 096). За межею бідності перебувало 3,0 % осіб, у тому числі 2,8 % дітей у віці до 18 років та 7,9 % осіб у віці 65 років та старших.
Цивільне працевлаштоване населення становило 3618 осіб. Основні галузі зайнятості: освіта, охорона здоров'я та соціальна допомога — 28,1 %, науковці, спеціалісти, менеджери — 14,5 %, фінанси, страхування та нерухомість — 13,5 %.